# Roman Anatoljewitsch Pawljutschenko
Roman Anatoljewitsch Pawljutschenko (russisch Роман Анатольевич Павлюченко; engl. Transkription Roman Pavlyuchenko; * 15. Dezember 1981 in Mostowskoi, Russische SFSR) war ein russischer Fußballspieler. Der Mittelstürmer war zweimal Torschützenkönig der Premjer-Liga und gehörte von 2003 bis 2012 zum Kader der Nationalmannschaft Russlands.

## Verein

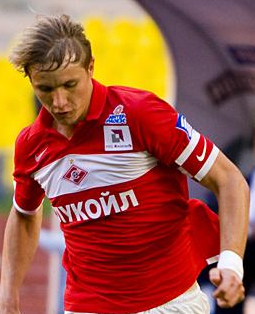
Roman Pawlyuchenko im Trikot von Spartak Moskau

Pawljutschenko begann seine Karriere als Profifußballer 1998 beim südrussischen Zweitligisten Dynamo Stawropol. Zum Beginn der Saison 2000 wechselte er zu Rotor Wolgograd in die Premjer-Liga, aber erst bei Spartak Moskau konnte er sich endgültig durchsetzten. In den bisher viereinhalb Jahren bei Spartak war er stets bester Torjäger des Clubs und erzielte durchschnittlich in jedem zweiten Ligaspiel ein Tor (Quote 0,50). In den letzten beiden Spielzeiten der Premjer-Liga 2006 und 2007 konnte er sogar Torschützenkönig werden. Kurz vor dem Ende des Transferzeitraumes wechselte der Stürmer zum Premier-League-Club Tottenham Hotspur für eine Ablösesumme in Höhe von umgerechnet etwa 15 Millionen Euro.

## Nationalmannschaft
Pawljutschenko durchlief die russischen Jugend- und Juniorenauswahlen, er wurde erstmals 2003 in die A-Auswahl berufen, als er gleichzeitig noch im Kader der U-21-Auswahl stand, überzeugte aber bei seinem ersten Einsatz im August 2003 gegen Israel nicht, so dass er erst in den letzten drei Qualifikationsspielen zur Weltmeisterschaft 2006 im Herbst 2005 zum Einsatz – und gegen Luxemburg auch zu seinem ersten Treffer im Nationaldress – kam. In der folgenden Qualifikation zur Europameisterschaft 2008 zeigte er wechselhafte Leistungen, erzielte aber auch die beiden entscheidenden Treffer gegen England, die letztlich die Qualifikation bedeuteten und wurde deshalb auch für den Kader Russlands für die EM-Endrunde nominiert. Er erreichte dort das Halbfinale und wurde mit drei erzielten Turniertreffern ins UEFA-Allstar-Team gewählt.

## Familie
Roman Pawljutschenko ist mit der Schauspielerin Larissa Dobrovnik verheiratet und hat eine Tochter.

## Titel und Erfolge

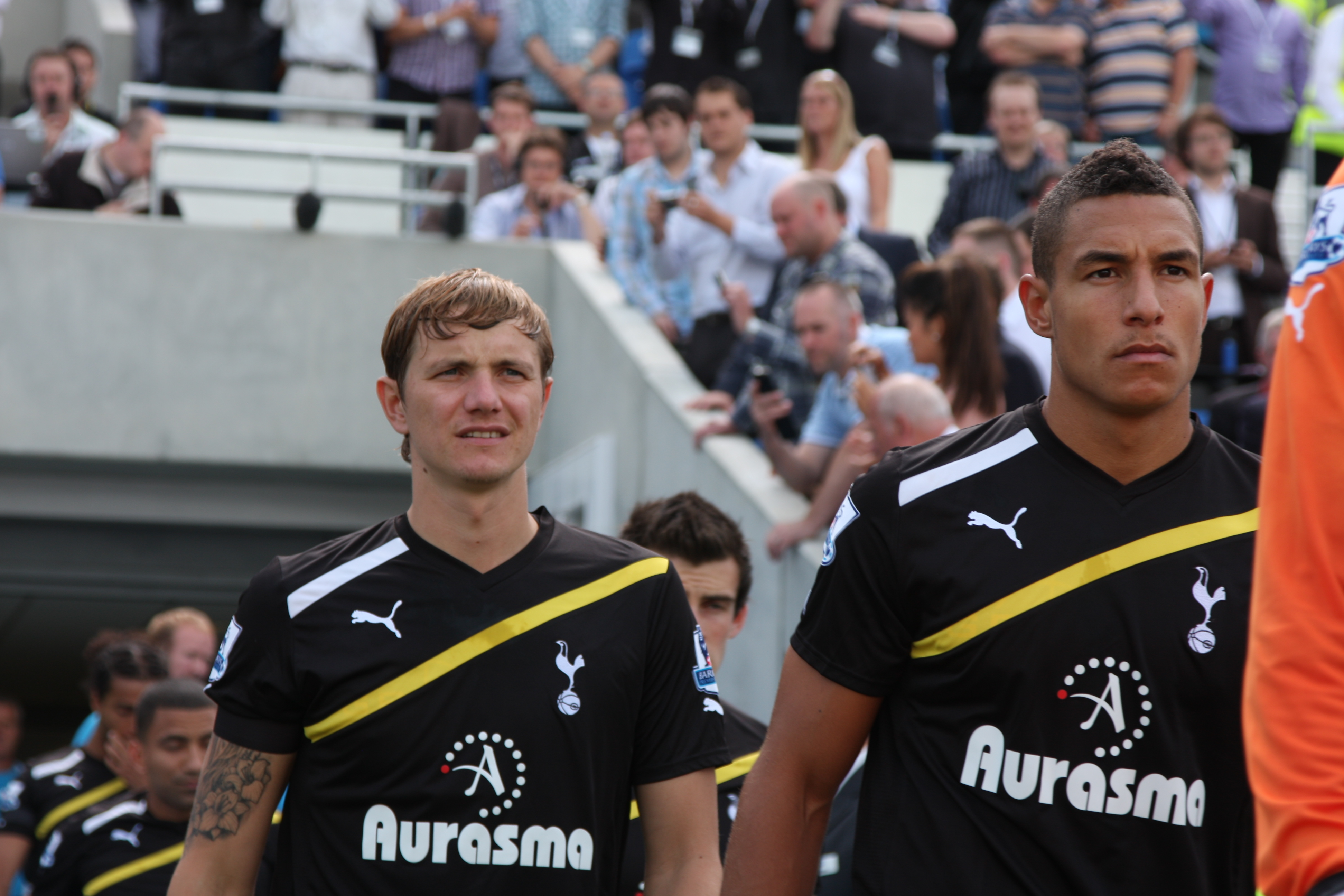
Roman Pawljutschenko und Jake Livermore, 2011

- Russischer Vize-Meister: 2005, 2006, 2007
- Russischer Pokalsieger: 2003
- Halbfinalist:Fußball-Europameisterschaft 2008
- Englischer Liga-Pokalfinalist: 2009